# Сэндис (Бермудские острова)
Сэндис (англ. Sandys Parish) — один из девяти округов Бермуд. Своё название округ получил в честь колонизатора сэра Эдвина Сэндис. Население 7 655 человек (2010).

## География
Округ находится на северо-западе цепи Бермудских островов. В округ входят три больших острова: Ирландский, Сомерсет и Боаз.
Округ Сэндис граничит с округом Саутгемптон. Вся площадь округа составляет 6,7 км².